# Pàdua (metropolitana di Barcellona)
Pàdua è una stazione della linea 7 della metropolitana di Barcellona gestita da FGC. Si trova sotto al Carrer de Balmes, nel distretto barcellonese di Sarrià-Sant Gervasi.
La stazione è stata inaugurata nel 1954, in corrispondenza dell'apertura della tratta tra Gràcia e Avinguda Tibidabo.
È dotata di due banchine lunghe 60 metri ciascuna, una per ogni senso di marcia.

## Accessi
- Carrer de Balmes - Carrer de Pàdua
- Carrer de Balmes - Carrer de Corint